# أيمي ويلارد
أيمي ويلارد (بالإنجليزية: Aimee Willard)‏ هي لاعبة اللاكروس أمريكية، ولدت في 8 يونيو 1974، وقتلت على يد القاتل المتسلسل "Arthur Jerome Bomar" في 20 يونيو 1996.